# Mawashi Banda

Mawashi es un grupo chileno de música electrónica actualmente formado por Pancho G. 

## Historia
Mawashi, dúo formado (2007) por Pancho-G y Bruno Borlone, que mezclan Electro, Techno, House, Funk & Rock, resultando una bomba para la pista de baile. A fines del 2008 sacan de manera independiente su primer EP titulado "1", con el cual se dan a conocer en el circuito de Clubes, con una impresionante puesta en escena, donde fusionan la tecnología, el formato DJ y el virtuosismo musical, llamando la atención de distintos medios de Chile, que los cataloga como lo más selecto de la música electrónica nacional.
En el 2009 ganan la convocatoria del Sello Azul y editan su primer LP homónimo el cual cuenta con destacados invitados como Juan Antonio Labra, Dj Raff, Latin Bitman, entre otros. El disco logra una gran aceptación en medios, rotando su primer videoclip en cadenas como MTV y los sencillos radiales logran gran rotación en radios como 40 principales, Rock and Pop, Radio Zero, por nombrar algunas. A su vez tuvieron una infinidad de shows por los clubes más importantes del país y también se hicieron presentes en espectáculos masivos como El Día De La Música, teloneando a Justice, Girl talk, Mix hell, entre otros.
Ese mismo año, lanzan de manera gratuita su segundo EP, que incluía remixes de Daft Punk, Ac/DC, Kiss y Pink Floyd, llamando la atención de medios extranjeros teniendo entrevistas de sitios europeos, mexicanos, colombianos entre otros, y la cadena de Televisión Fashion TV los siguió e hizo un  Docu-Reality de su presentación con Justice, que fue emitido durante todo el mes de abril del 2010. En enero del mismo año sacan gratuitamente su tercer EP llamado "Chilean Remixes" que incluye remixes de artistas chilenos como Los Jaivas, Latin Bitman, Francisca Valenzuela entre otros. Durante el verano siguieron los shows con giras como Cristal en Vivo y Power Nation de Lucky Strike, culminando en la presentación de los premios Altazor 2010.
El 2010 lanzan el EP "Elektrópikal", que incluye remixes clásicos del cha cha cha, boleros y mambos de los años 50, el cual los lleva a salir del país, presentándose en el festival Red sound de ´paraguay, junto a Fatboy Slim y Dcup.
Durante el verano del 2011 , junto a red bull el grupo se presenta a lo largo de todo Chile, este mismo año lanzan "Que Rico!" EP de 3 tracks .
El 2013 bajo el sello alemán OMGITM lanzan "Guitar Boy" EP de 5 track, con la colaboración de Barretso, Nanophonik, Blisterz Boys, con el cual se abren paso en la escena europea y de EE. UU.
Actualmente, se encuentran finalizando su nuevo séptimo material, dando énfasis en el formato banda y con nuevos integrantes.

## Discografía

### Álbumes
- 2009 Mawashi(LP) - 2009
- 2009 I Wanna Rock (EP Remixes) - 2009
- 2010 Chilean Remixes (EP Remixes) - 2010
- 2010 Elektropikal (EP Remixes) - 2010
- 2011 Que Rico!! (EP) - 2011
- 2013 Guitar Boy (EP) - 2013

- Datos: Q6007287